# Cleantech
Cleantech oder clean technologies (engl. für saubere Technologien; synonym auch Greentech) ist ein Schlagwort, das Produkte, Prozesse oder Dienstleistungen beschreibt, welche die operationale Leistung, Produktivität oder die Effizienz steigern und gleichzeitig Kosten, natürliche Ressourcen, den Energieverbrauch, Abfälle oder die Verschmutzung reduzieren.

## Definition

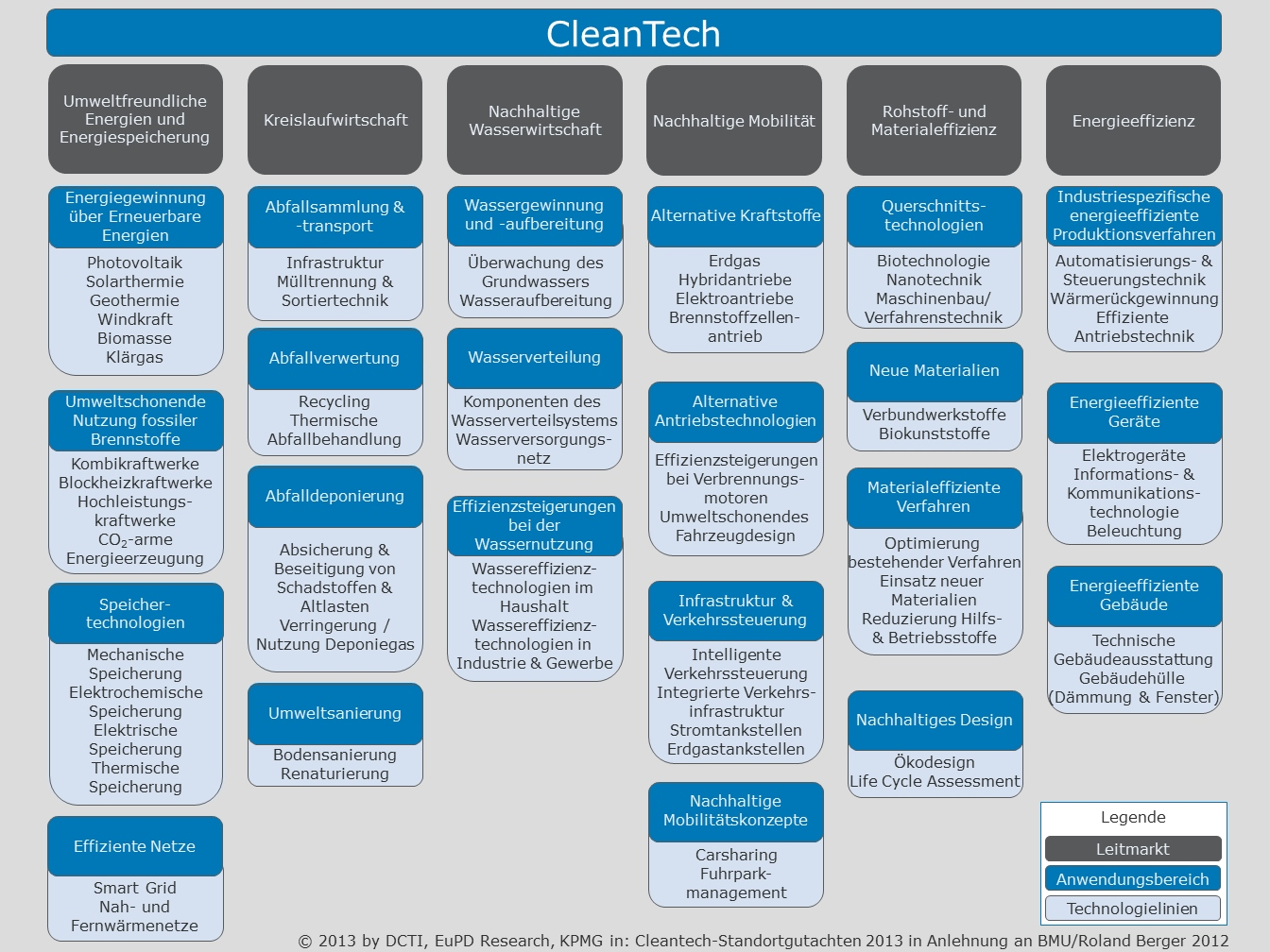
Schematische Erfassung der sechs CleanTech Leitmärkte, ihrer untergeordneten Anwendungsbereiche und Technologielinien. Stand Mai 2014

CleanTech bedeutet wörtlich saubere Technologien. Im deutschen und angelsächsischen Sprachraum finden sich keine genauen und einheitlichen Definitionen. Gemeinhin wird unter CleanTech aber die Idee verstanden, durch den Einsatz neuartiger Verfahren, Produkte und Dienstleistungen Effizienz-, Leistungs- oder Produktivitätssteigerungen bei gleichzeitiger Emissionsreduktion und Ressourcenschonung zu erzielen. Um den steigenden Bedarf an Gütern und Dienstleistungen mit dem endlichen Angebot natürlicher Ressourcen und der Notwendigkeit der Klimaschonung in Einklang zu bringen, gilt es ökologische und ökonomische Aspekte im nachhaltigen Wirtschaften zu vereinen. Der Einsatz von CleanTech soll damit in umweltschonendes, nachhaltiges Wirtschaftswachstum münden.
CleanTech verbindet demnach im Einsatz sauberer Technologien die Ansprüche ökologischer und ökonomischer Nachhaltigkeit mit einem gesteigerten gesellschaftlichen Verantwortungsbewusstsein. Im Prozess der kontinuierlichen Verbesserung sind stete Anpassungen notwendig, um den Stand der Technik aktiv weiter voranzutreiben. Der Begriff wird häufig werblich verwendet.
Bereiche, in welchen der Begriff Cleantech Verwendung findet, sind beispielhaft:
- Energieeffizienz
- Erneuerbare Energien
- Energiespeicherung
- Energie-Infrastruktur
- Gebäude
- Mobilität
- Luft und Umwelt
- Wasser und Abfall
- Landwirtschaft
- Recycling
- CleanTech-Investment

Beispiele von Technologien sind Energieeffizienz, nicht giftige Materialien, Wasserreinigung, Solarenergie, Windenergie und neue Modelle in der Konservierung von Energie.
„Cleantech means: remodeling the industrial economy“ („Cleantech bedeutet: Neugestaltung der industriellen Wirtschaft“)
Der Begriff findet auch zur Werbung für ethisches Investment Verwendung. So bestehen z. B. Investmentfonds, die CleanTech im Namen führen.

## Studien und Veröffentlichungen
- Deutsches CleanTech Institut: Deutsches CleanTech Jahrbuch (Memento vom 5. Mai 2013 im Internet Archive), 2010/11
- Andreas Menn: Die 30 innovativsten grünen Startups, Düsseldorf, WirtschaftsWoche, Heft 1-2012